# Bourneotrochus
Genre
Bourneotrochus forme un genre de coraux de la famille des Caryophylliidae.

## Liste d'espèces
Selon World Register of Marine Species (20 août 2015) et ITIS (20 août 2015), Bourneotrochus comprend, l' espèce suivante :
- Bourneotrochus stellulatus Cairns, 1984